# Rafał (Krasnopolski)
Rafał, nazwisko świeckie Krasnopolski (ur. 1668, zm. 24 października?/4 listopada 1711) – biskup Rosyjskiego Kościoła Prawosławnego.
Pochodził z Rzeczypospolitej. Studia teologiczne ukończył w Akademii Mohylańskiej w Kijowie. Do Moskwy przeniósł się najpóźniej w 1703, gdyż w wymienionym roku był już przełożonym Monasteru Zaikonospasskiego. Rok później został przełożonym Monasteru Simonowskiego z godnością archimandryty.
21 marca 1708 przyjął chirotonię biskupią i objął katedrę chołmogorską. Automatycznie uzyskał wówczas godność arcybiskupią. Urząd sprawował do swojej śmierci. Został pochowany w katedralnym soborze Przemienienia Pańskiego w Chołmogorach.